# Ngô Thị Bích Loan
Loan Ngo Thi Bich (vietnamesisch Ngô Thị Bích Loan; * 1977 in Sài Gòn, heute Ho-Chi-Minh-Stadt) ist eine im Kindesalter aus Vietnam geflohene Münchener Gastwirtin und Hauptdarstellerin einer dreiteiligen Dokumentarreihe Loan – ein Mädchen aus Vietnam, die im BR-Fernsehen Ende 1986 erstausgestrahlt wurde. Am 14. November 2011 wurde in der Reihe Lebenslinien in Ergänzung an die ursprüngliche Dokumentarreihe eine weitere biografische Doku-Folge mit dem Titel Loan und das bessere Leben ausgestrahlt.

## Biografie
Ngô Thị Bích kam 1986 im Alter von acht/neun Jahren ohne ihre Eltern nach Deutschland. Ihre Fluchtgeschichte wurde von einem Münchener Dokumentarfilmerpaar begleitet. Ursprünglich versuchte ihre Familie mehrfach gemeinsam aus dem kriegsgebeutelten Vietnam zu fliehen, diese Versuche scheiterten allerdings. Nachdem der Familie das Geld für Fluchtversuche ausging, brachte die Mutter nachts das Mädchen an die Küste, wo Ngô Thị Bích mit rund 50 weiteren Leuten ein kleines Fischerboot bestieg und anderthalb Wochen unter lebensbedrohlichen Umständen auf offener See verbrachte, bis die „Boatpeople“ am 23. März 1986 von der Cap Anamur aufgefunden und aufgenommen wurden.
Nachdem Ngô Thị Bích mehrere Monate in einem Auffanglager in Palawan verbracht hatte, wurde sie am 28. August 1986 nach Deutschland verbracht, wo sie von den Nachbarn des Dokumentarfilmerpaars in Starnberg aufgenommen und aufgezogen wurde. Hier besuchte sie zuletzt das Gymnasium, bis 1994 ihre leiblichen Eltern von Vietnam nach Ostfriesland zogen und sie ihre Pflegefamilie verlassen musste. In der neuen Umgebung kapselte sie sich ab und musste in die Realschule wechseln. Als Volljährige zog sie zurück nach Bayern, hatte dort aber lange Zeit Schwierigkeiten, ihre ursprüngliche Verbundenheit wieder zu finden.
Nachdem Ngô Thị Bích mehrere Jahre als Angestellte gearbeitet und neben ihrer regulären Arbeit in der Gastronomie gejobbt hatte, besuchte sie 2008 erstmals seit ihrer Flucht ihr Heimatland, wo in ihr der Wunsch reifte, ein eigenes Speiselokal zu eröffnen. Von November 2009 bis Juli 2017 führte sie in München das vietnamesische Lokal „Rice“.

## Biografische Filmdokumentation
- Loan – ein Mädchen aus Vietnam (Satellit-Film GmbH)
  - Teil 1: Die Rettung (1986)[4]
  - Teil 2: Im Flüchtlingslager (1986)[5]
  - Teil 3: Aufnahme in Deutschland (1986)[6]
- Lebenslinien – Loan und das bessere Leben (2011; Regie: Maike Conway)[7]